# Gašinci
Gašinci är en ort i Kroatien.   Den ligger i länet Baranja, i den östra delen av landet, 190 km öster om huvudstaden Zagreb. Gašinci ligger 109 meter över havet och antalet invånare är 853.
Terrängen runt Gašinci är platt. Runt Gašinci är det ganska tätbefolkat, med 199 invånare per kvadratkilometer. Närmaste större samhälle är Đakovo, 7,9 km öster om Gašinci. Trakten runt Gašinci består till största delen av jordbruksmark.